# كانيلا
كانيلّا (بالإنجليزية:Canela) وتعني القرفة في البرتغال وإسبانيا وإيطاليا، هي مدينة تقع في سيرا جاوتشا في ولاية ريو جرانديه دو سول، البرازيل.
كل من كانيلا وجارتها جرامودا منتجعات سياحية هامة وكلاهما يأتيه العديد من الزوار كل عام. السياحة البيئية تحظى بشعبية كبيرة في المنطقة، وهناك العديد من الفرص للتنزه وتسلق الصخور وركوب الخيل والتجديف النهري. الجذب السياحي الرئيسي في كانيلا هو حديقة كراكول وكاتدرائية الصخرة وشلالات كراكول (Cascata do Caracol).
ومثل شقيقتها بلدة جرامودا، كانيلا تواجه سياحة كبيرة خلال فصل الشتاء، حيث يمكن أن يحدث تساقط للثلوج، وخلال عطلة عيد الميلاد يقوم المجلس المحلي لمدينة كانيلا بتززين السطح مع أضواء وغيرها من زينات الأعياد.
وكانيلا تعتبر جزء من "Rota Romântica " أو طريق الرومانسية، وهو طريق التفافي سياحي ذو مناظر خلابة.

## معرض الصور

شلالات كراكول
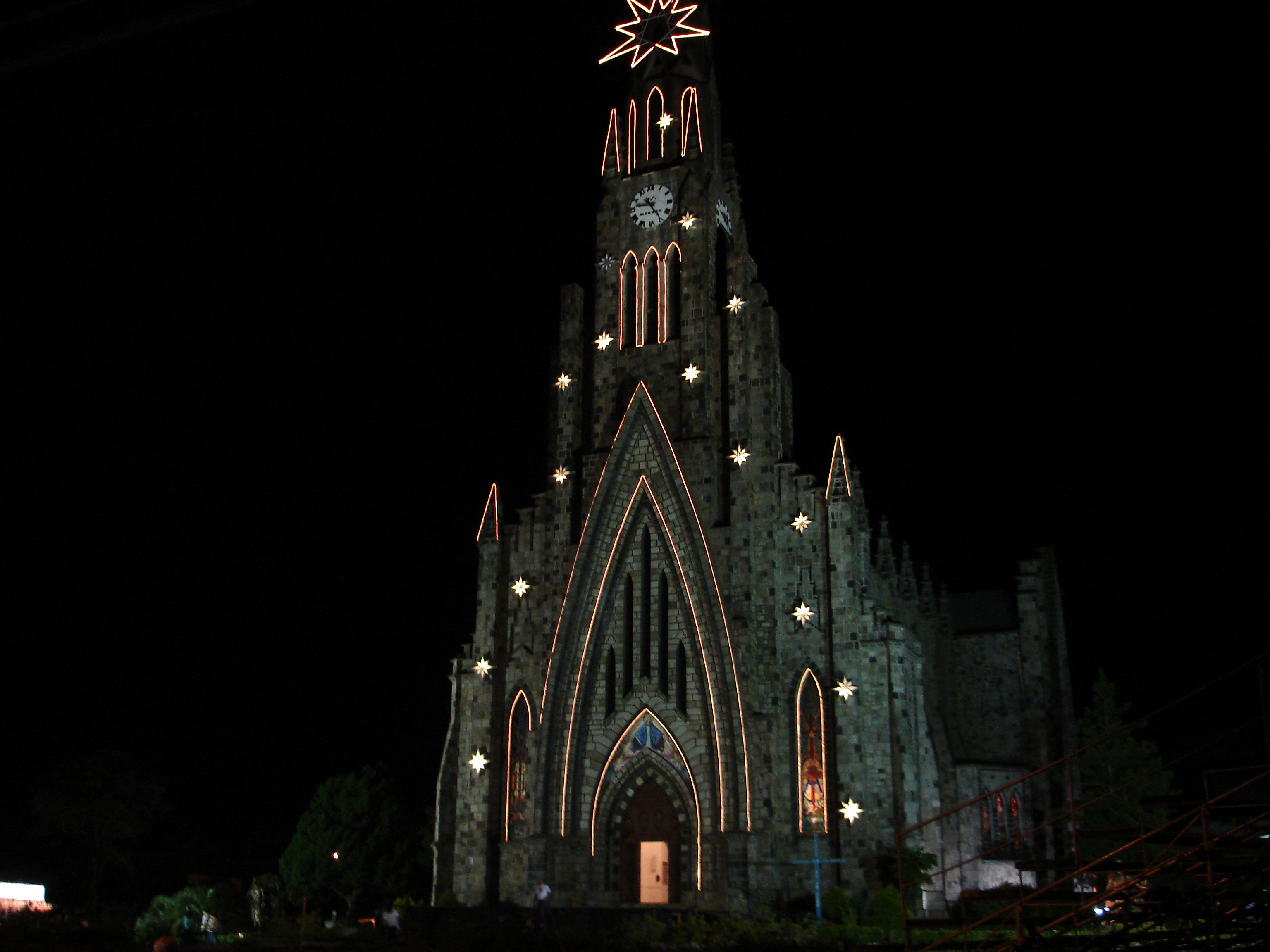
كاتدرائية الصخرة ليلاً
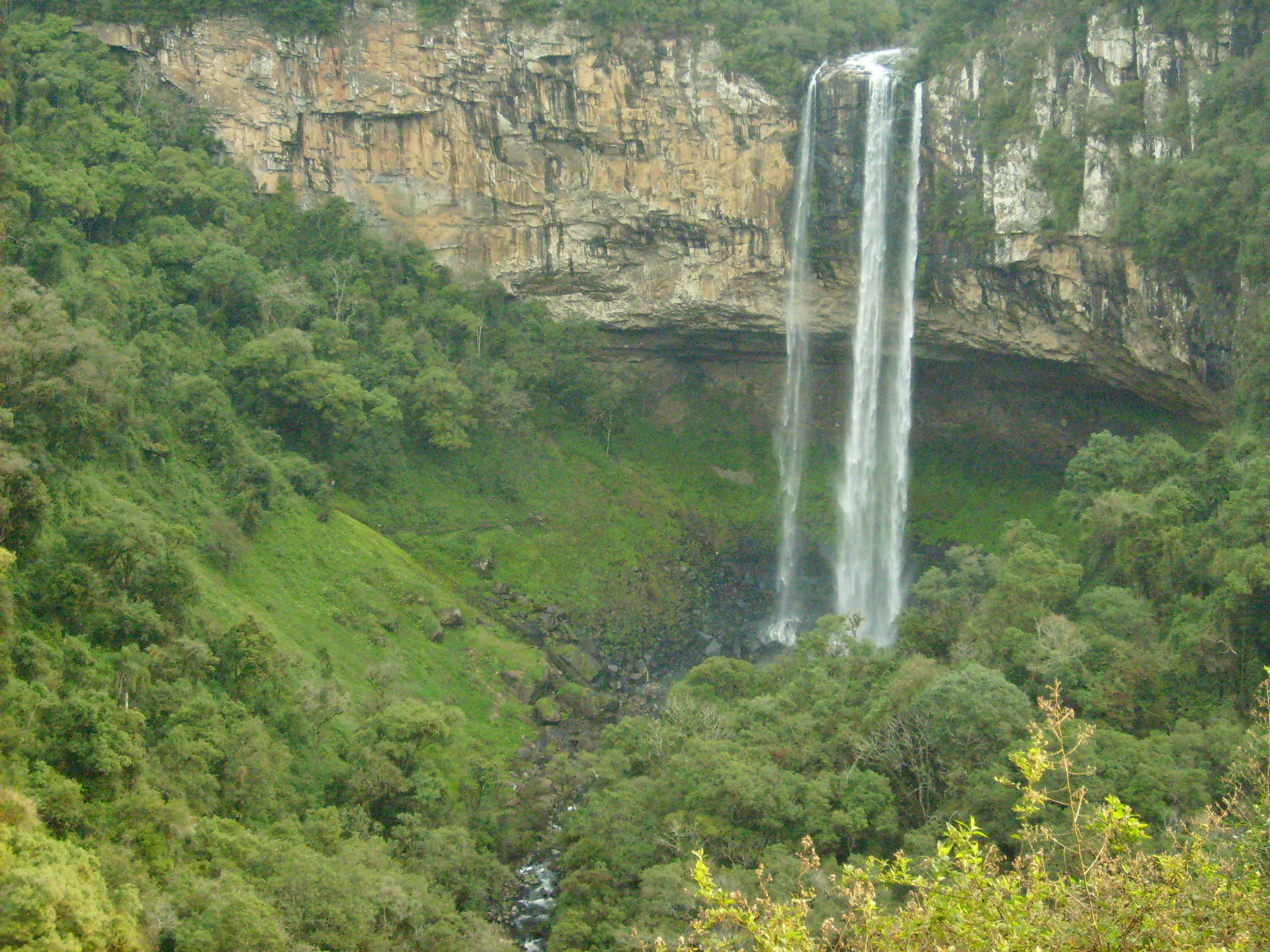
شلالات كراكول

1. ↑  المعهد البرازيلي للجغرافيا والإحصاء الوطني نسخة محفوظة 27 سبتمبر 2009 على موقع واي باك مشين.
2. ↑  GeoNames (بالإنجليزية), 2005, QID:Q830106

‌